# Hagi Dumitru
Dimităr Nikolov Asenov (mai cunoscut sub numele de Hagi Dumitru sau Hagi Dimităr; n. 10 mai 1840, Sliven, Imperiul Otoman – d. 10 august 1868, Q28090756⁠(d), Bulgaria) a fost unul dintre cei mai importanți revoluționari bulgari. Moare la numai 28 de ani, după o grea luptă a detașamentului său cu armatele otomane. Cu ocazia morții sale, Hristo Botev i-a dedicat o poezie.
Vârful Hagi Dumitru de pe peninsula Antarctică este numit în memoria revoluționarului.

## Biografie

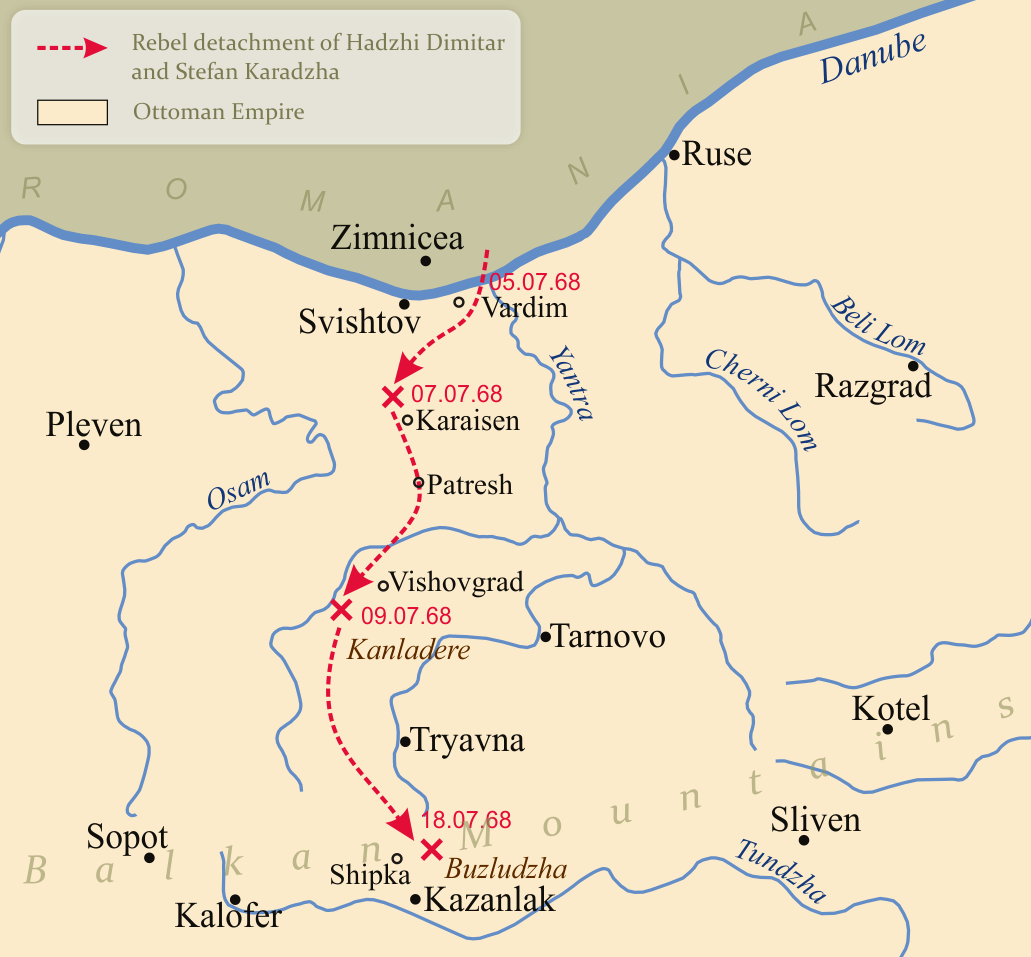
Acțiunile detașamentului lui Hagi Dumitru și Stefan Caragea în 1868

Hagi Dumitru s-a născut în Sliven în familia comercianților Nikola și Marinka Asenov. Când a împlinit doi ani, el și familia lui merg să se închine în Ierusalim.
În 1862 Hagi Dumitru a ieșit în Munții Balcani și toată vara a rătăcit prin munte. În primăvara anului 1864 s-a alăturat detașamentului voievodului Stoian din Sliven ca purtător de pavilion. Are douăsprezece persoane și are sarcina de a ucide episcopul grec din Târnovo. Înainte de a intra în orașul Târnovo, detașamentul s-a descompus, iar revoluționarii s-au despărțit de voievod. Detașamentul este preluat de Hagi Dumitru, care îi conduce în Balcani din Sliven.
Pe 21 mai, 1865 în locuința lui Gheorghi Rakovski s-a format o echipă, la care au participat, de asemenea, Hagi Dumitru și Ștefan Caragea. Pe 13 iunie 1865 ceata trece Dunărea, și se îndreaptă spre munții Balcani. 

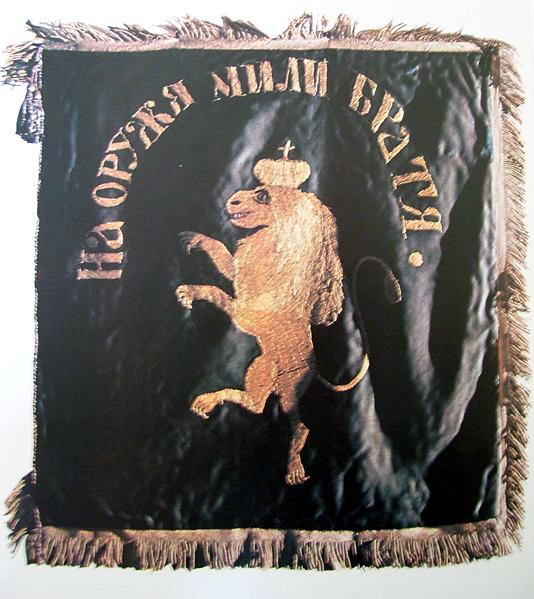
Drapelul detașamentului lui Hagi Dumitru și Stefan Caragea. Inscripție: На оружя мили братя (Ridicați armele dragi frați)

În primăvara anului 1868. în România, forma un detașament împreună cu Stefan Caragea. Pe 5 iulie 1868 detașamentul a trecut Dunărea cu o corabie la Vardim. Prima bătălie dusă împotriva unui detașament al armatei otomane de aproximativ 1 000 de persoane. Apoi ajung în satul Gorna Lipnița. Aici, pe 7 iulie, detașamentul duce a doua luptă, provocând pierderi considerabile armatei otomane. Pe 8 iulie  a avut loc o bătălie în jurul satului Vișovgrad. Astăzi există un monument construit acolo.
Pe 9 iulie, în Kanladere, localitate în satul Vișovgrad, bătălia a devenit sângeroasă, detașamentul fiind dezintegrat. Rănit, Stefan Caragea a fost capturat. Sub conducerea lui Hagi Dumitru, restul de 58 de persoane continuă să parcurgă Munții Balcani. Astăzi, în zona Kanladere, nume care înseamnă "râul de sânge", în limba turcă, există un monument și o fântână dedicate revoluționarilor căzuți. Localnicii organizează sărbătorirea celei de-a patra bătălie în jur de 21 iulie (9 iulie stil vechi).
Pe 18 iulie 1868, Vârful Buzludja (astăzi Vârful Hagi Dumitru) are loc ultima bătălie a detașamentului. Unii istorici cred că în această luptă a fost ucis și Hagi Dumitru.
Potrivit unor cercetători cu toate acestea, Hagi Dumitru a fost doar grav rănit la Buzludja și a fost dus pe vârful Kadrafil, în apropiere de satul Svejen. Acolo, în ciuda grijii păstorilor locali, Hagi Dumitru a murit din cauza rănilor de aproximativ 29 iulie/10 august 1868. El a fost îngropat la baza vârfului. Doisprezece ani mai târziu, în noiembrie 1880, oasele au fost depuse solemn la biserica "Sf. Sf. Petru și Pavel" din sat. În 1970, după restaurarea casei-muzeu "Hagi Dumitru", osemintele au fost mutate la Muzeul Regional de Istorie din Sliven.

## Galerie

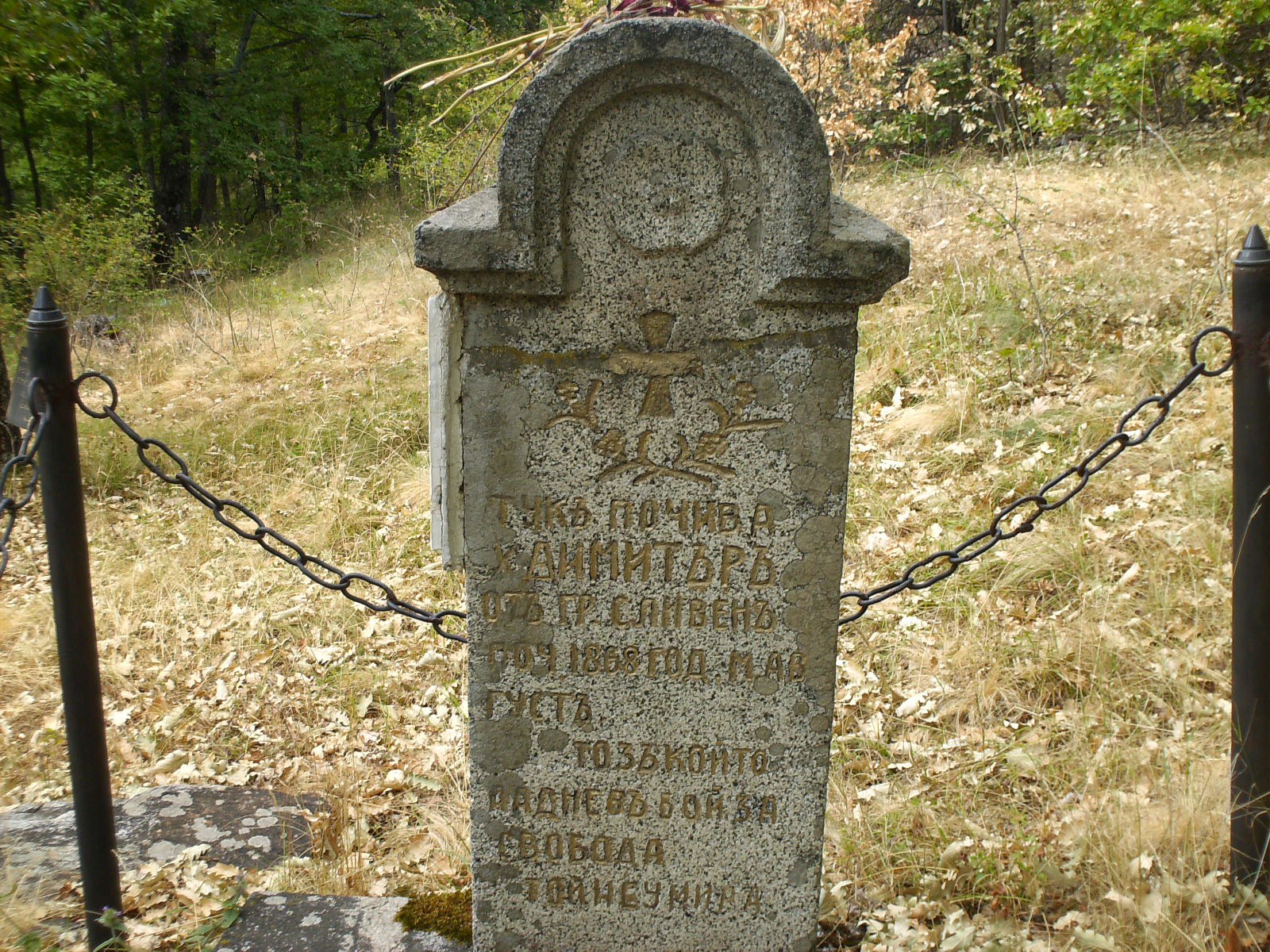
Mormântul lui Hagi Dumitru la bazele muntelui Kadrafil, în apropiere de satul Svejen
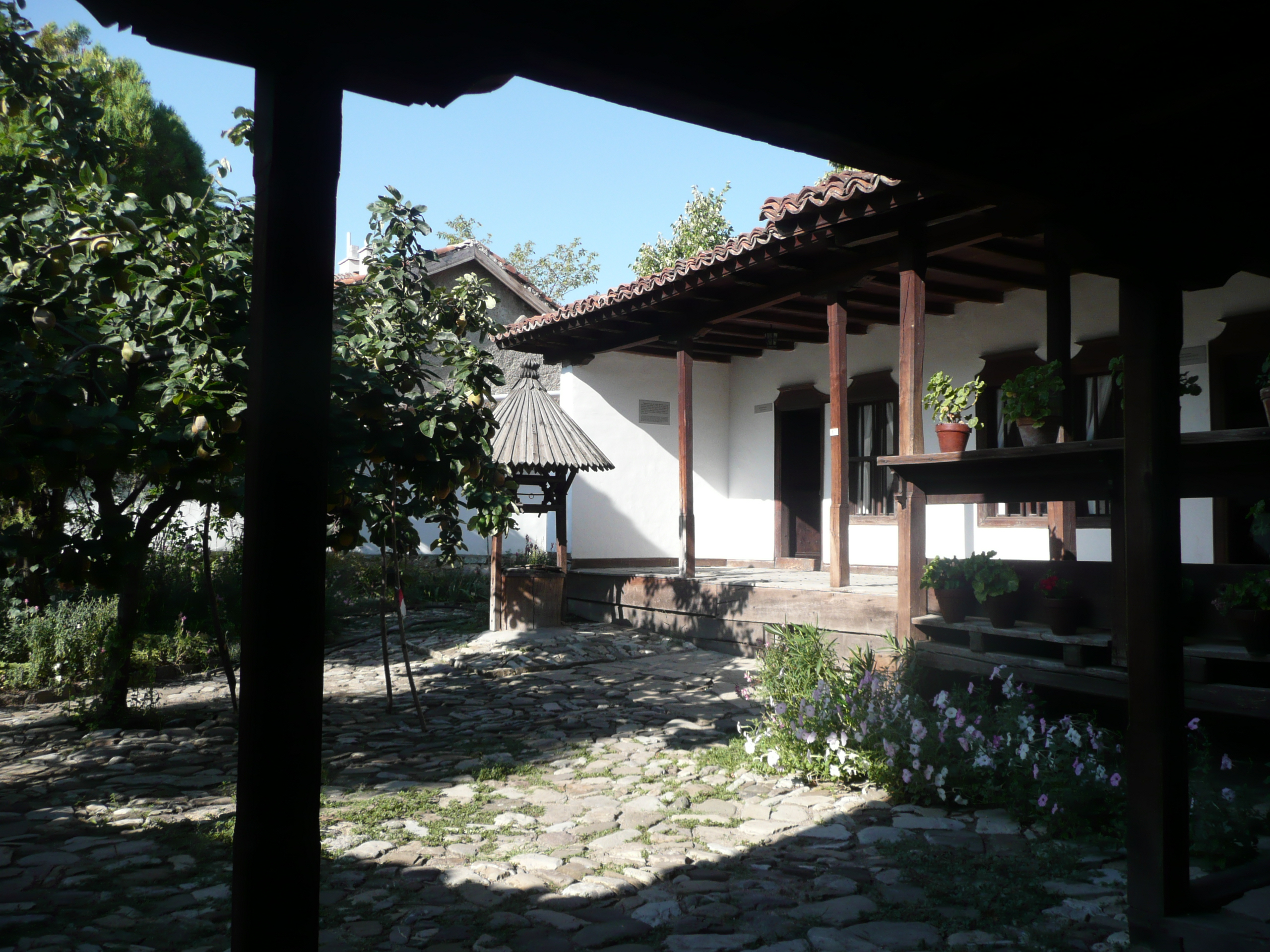
Casa-muzeu Hagi Dumitru din Sliven
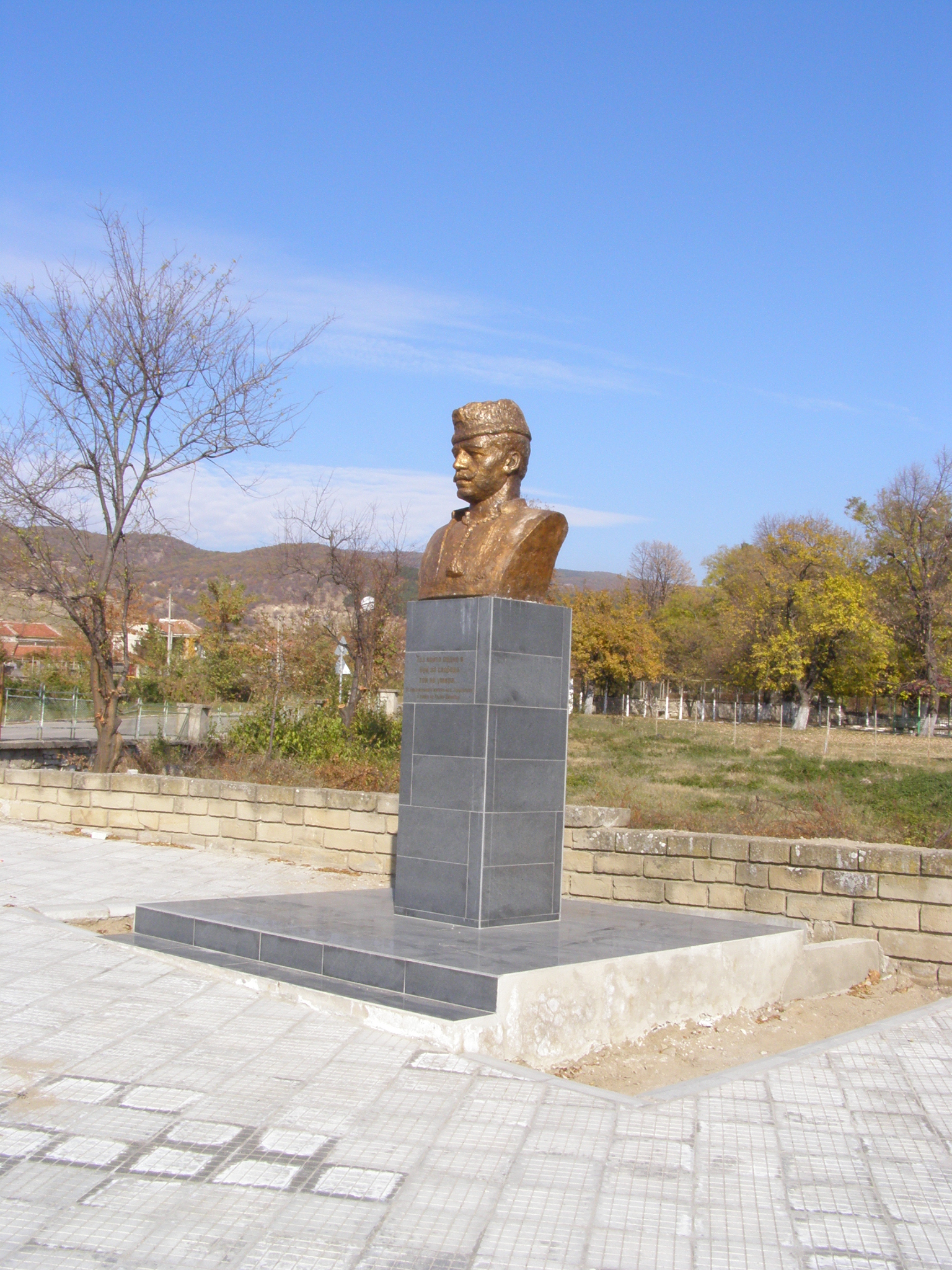
Bustul lui Hagi Dumitru din Gavrailovo